# 1838年の相撲
1838年の相撲（1838ねんのすもう）は、1838年の相撲関係のできごとについて述べる。

## 興行
- 2月場所（江戸相撲）[1]
  - 興行場所:本所回向院
  - 2月28日（旧2月5日）より晴天10日間興行
    - 6日目で打ち切り。
- 6月場所（大坂相撲）[2]
  - 興行場所:難波新地
  - 7月30日（旧6月10日）より興行
- 8月場所（名古屋相撲）[2]
- 10月場所（江戸相撲）[3]
  - 興行場所:本所回向院
  - 12月6日（旧10月20日）より晴天10日間興行